# Okręgowe rozgrywki w piłce nożnej woj. olsztyńskiego (1970/1971)
Drużyny z województwa olsztyńskiego występujące w ligach centralnych i makroregionalnych:
- I liga – brak
- II liga – brak
- III liga – Warmia Olsztyn, OKS OZOS Olsztyn

Rozgrywki okręgowe:
- klasa okręgowa (IV poziom rozgrywkowy)
- klasa A - 3 grupy (V poziom rozgrywkowy)
- klasa B - podział na grupy (VI poziom rozgrywkowy)
- klasa C - podział na grupy (VII poziom rozgrywkowy)
- klasa D(gminna) - podział na grupy (VII poziom rozgrywkowy)

## Klasa okręgowa
| Poz. | Klub                        | M  | Pkt. |
| ---- | --------------------------- | -- | ---- |
| 1    | Gwardia Olsztyn             | 26 |      |
| ?    | Victoria Bartoszyce         | 26 |      |
| ?    | Polonia Lidzbark Warmiński  | 26 |      |
| ?    | Podchorążak Szczytno        | 26 |      |
| ?    | Jurand Bemowo Piskie        | 26 |      |
| ?    | Sokół Ostróda               | 26 |      |
| ?    | Jeziorak Iława              | 26 |      |
| ?    | Mazur Pisz                  | 26 |      |
| ?    | Tęcza Biskupiec             | 26 |      |
| ?    | Stal Giżycko (b)            | 26 |      |
| ?    | Zjednoczenie Kętrzyn        | 26 |      |
| ?    | Łyna Sępopol (b)            | 26 |      |
| ?    | Orlęta Reszel               | 26 |      |
| ?    | Ossa Biskupiec Pomorski (b) | 26 |      |

## Klasa A
- grupa I - awans: Huragan Morąg
- grupa II - awans: Polonia Pasłęk
- grupa III - awans: Śniardwy Orzysz